# Terra de Campos

Tierra de Campos.

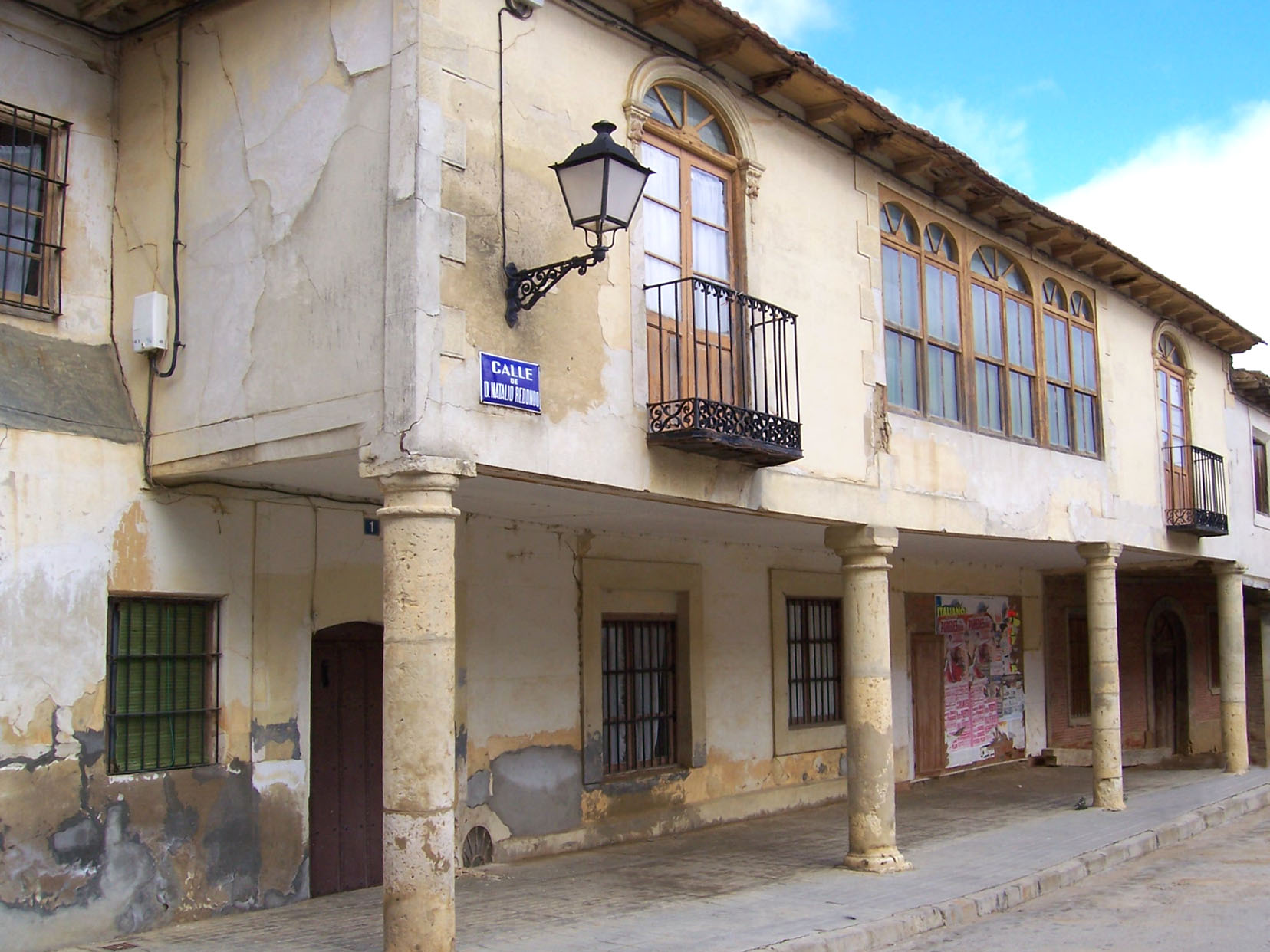
Pórticos numa rua de Becerril de Campos.

Tierra de Campos é uma comarca natural de Castela e Leão que se estende pelas províncias de Zamora, Valladolid, Palencia e León.
No aspecto demográfico, compõe-se de 161 municípios, com uma população total de 67 400 habitantes. Trata-se, na sua maior parte, de pequenos municípios, com entre 100 e 400 habitantes.